# Pseudognaptodon rugulosus
Pseudognaptodon rugulosus är en stekelart som beskrevs av Cirelli och Penteado-dias 2002. Pseudognaptodon rugulosus ingår i släktet Pseudognaptodon och familjen bracksteklar. Inga underarter finns listade i Catalogue of Life.